# 31e session du Comité du patrimoine mondial
La 31e session du Comité du patrimoine mondial s'est tenue du 23 juin au 2 juillet 2007  à Christchurch, en Nouvelle-Zélande.

## Participants
Le bureau du Comité est, pour la session, constitué des pays suivants :
- Présidence : Nouvelle-Zélande
- Vice-présidence : Canada
- Rapporteur : Bénin, Cuba, Japon, Maroc, Norvège
- Membres : Chili, Corée du Sud, Espagne, États-Unis, Inde, Israël, Kenya, Koweït, Lituanie, Madagascar, Maurice, Pays-Bas, Pérou, Tunisie

## Liste

### Inscriptions
Pendant cette session, 18 nouveaux biens sont inscrits au patrimoine mondial : quinze de type culturel, deux naturels et un mixte,.
Dans le tableau ci-dessous, les graphies des biens sont celles données par l'UNESCO.
| Id.  | Bien                                                                                        | Pays               | Superficie (ha) | Critères et notes | Coordonnées | Illus. |
| ---- | ------------------------------------------------------------------------------------------- | ------------------ | --------------- | --- | --- | ------ |
| 1265 | Paysage culturel et botanique du Richtersveld                                               | Afrique du Sud     | 160 000         | Culturel, (iv), (v) | 28° 36′ 00″ S, 17° 12′ 14″ E                                                                                            |        |
| 166  | Opéra de Sydney                                                                             | Australie          | 5,8             | Culturel, (i) | 33° 51′ 25″ S, 151° 12′ 54″ E                                                                                           |        |
| 1076 | Paysage culturel d'art rupestre de Gobustan (en)                                            | Azerbaïdjan        | 537,22          | Culturel, (iii) Trois zones : mont Jinghindagh - colline de Yazylytepe, mont Boyukdash, mont Kichikdash                                                                                 | 40° 12′ 00″ N, 49° 22′ 16″ E 40° 07′ 30″ N, 49° 22′ 30″ E 40° 03′ 43″ N, 49° 22′ 59″ E                                  |        |
| 1260 | Pont Mehmed Pacha Sokolović de Višegrad                                                     | Bosnie-Herzégovine | 1,5             | Culturel, (ii), (iv) | 43° 46′ 52″ N, 19° 17′ 17″ E                                                                                            |        |
| 1221 | Canal Rideau                                                                                | Canada             | 21 454,81       | Culturel, (i), (iv) | 44° 42′ 11″ N, 76° 17′ 42″ O                                                                                            |        |
| 1112 | Diaolou et villages de Kaiping                                                              | Chine              | 371,948         | Culturel, (ii), (iii), (iv) 4 sites : Yinglong Lou, Zili and the tour de guet du clan Fang, Majianlong, Jingjiangli                                                                     | 22° 21′ 25″ N, 112° 36′ 50″ E 22° 22′ 23″ N, 112° 34′ 44″ E 22° 17′ 06″ N, 112° 33′ 58″ E 31° 01′ 26″ N, 121° 34′ 37″ E |        |
| 1258 | Parc national de Teide                                                                      | Espagne            | 18 990          | Naturel, (vii), (viii) | 28° 16′ 16″ N, 16° 38′ 38″ O                                                                                            |        |
| 1256 | Bordeaux, Port de la Lune                                                                   | France             | 1 731           | Culturel, (ii), (iv) | 44° 50′ 20″ N, 0° 34′ 20″ O                                                                                             |        |
| 1147 | Ecosystème et paysage culturel relique de Lopé-Okanda                                       | Gabon              | 511 991         | Mixte, (iii), (iv), (ix), (x) 3 sites : parc national de la Lopé, Elarmékora, mont Iboundji                                                                                             | 0° 30′ S, 11° 30′ E 0° 05′ S, 11° 08′ E 1° 10′ 30″ S, 11° 47′ 31″ E                                                     |        |
| 978  | Vieille ville de Corfou                                                                     | Grèce              | 70              | Culturel, (iv) | 39° 37′ 26″ N, 19° 55′ 41″ E                                                                                            |        |
| 231  | Ensemble du Fort rouge                                                                      | Inde               | 49,1815         | Culturel, (ii), (iii), (vi) | 28° 39′ 22″ N, 77° 14′ 28″ E                                                                                            |        |
| 276  | Ville archéologique de Samarra                                                              | Irak               | 15 058          | Culturel, (ii), (iii), (iv) Immédiatement ajouté à la liste du patrimoine mondial en péril.                                                                                             | 34° 20′ 28″ N, 43° 49′ 26″ E                                                                                            |        |
| 1257 | Forêts humides de l'Atsinanana                                                              | Madagascar         | 479 661         | Naturel, (ix), (x) Comprend 13 zones spécifiques des parcs nationaux d'Andohahela, Andringitra, Marojejy, Masoala, Ranomafana et Zahamena (et la réserve naturelle intégrale associée). | 14° 27′ 36″ S, 49° 42′ 07″ E                                                                                            |        |
| 1250 | Campus central de la cité universitaire de l'Universidad Nacional Autónoma de México (UNAM) | Mexique            | 176,5           | Culturel, (i), (ii), (iv) | 19° 19′ 55″ N, 99° 11′ 17″ O                                                                                            |        |
| 1255 | Twyfelfontein ou /Ui-//aes                                                                  | Namibie            | 57,4269         | Culturel, (iii), (v) | 20° 35′ 46″ S, 14° 22′ 23″ E                                                                                            |        |
| 1253 | Gamzigrad-Romuliana, palais de Galère                                                       | Serbie             | 179,217         | Culturel, (iii), (iv) | 43° 53′ 56″ N, 22° 11′ 10″ E                                                                                            |        |
| 1243 | Lavaux, vignoble en terrasses                                                               | Suisse             | 898             | Culturel, (iii), (iv), (v) | 46° 29′ 31″ N, 6° 44′ 46″ E                                                                                             |        |
| 1242 | Forteresses parthes de Nisa                                                                 | Turkménistan       | 77,905          | Culturel, (ii), (iii) comprend 2 sites distincts : ancienne Nisa et nouvelle Nisa. | 37° 57′ 04″ N, 58° 12′ 43″ E                                                                                            |        |

### Extension
Les limites du bien suivant, déjà inscrit au patrimoine mondial, sont étendues de façon significative.
| Id.  | Bien                           | Pays   | Superficie (ha) | Critères et notes | Coordonnées         | Illus. |
| ---- | ------------------------------ | ------ | --------------- | --- | ------------------- | ------ |
| 1037 | Alpes suisses Jungfrau-Aletsch | Suisse | 82 400          | Naturel, (vii), (viii), (ix) Inscrit en 2001, le bien est étendu à plusieurs glaciers, au lac d'Oeschinen, à la roche moutonnée du Grimsel et aux gorges de Rosenlaui. | 46° 30′ N, 8° 02′ E |        |

### Délisté
Le bien suivant est supprimé de la liste du patrimoine mondial.
| Id. | Bien                       | Pays | Notes | Coordonnées          | Illus. |
| --- | -------------------------- | ---- | --- | -------------------- | ------ |
| 654 | Sanctuaire de l'oryx arabe | Oman | Inscrit en 1994, le bien est supprimé de la liste du patrimoine mondial à la suite de la décision unilatérale d'Oman de réduire la taille du sanctuaire malgré la diminution de la population d'oryx à l'état sauvage. Il s'agit du premier bien du patrimoine mondial à être délisté. | 19° 42′ N, 57° 00′ E |        |

### Patrimoine en péril

#### Ajouts
Trois biens sont inscrits sur la liste du patrimoine mondial en péril.
| Id. | Bien                           | Pays     | Notes | Coordonnées                  | Illus. |
| --- | ------------------------------ | -------- | --- | ---------------------------- | ------ |
| 1   | Îles Galápagos                 | Équateur | Inscrit en 1978, menacé par la précarité de la conservation et de la gestion environnementale de l'archipel. Supprimé de la liste en 2009 après les efforts menés par l'Équateur pour régler ces problèmes.             | 0° 49′ 01″ N, 91° 00′ 00″ O  |        |
| 276 | Ville archéologique de Samarra | Irak     | En péril dès son inscription au patrimoine mondial à cause de l'état de conservation du site. | 34° 20′ 28″ N, 43° 49′ 26″ E |        |
| 153 | Parc national du Niokolo-Koba  | Sénégal  | Inscrit en 1981, le site est en péril à cause de la baisse des populations de mammifères, des problèmes d'exploitation et de braconnage, et d'un projet de barrage sur la Gambie. Il est retiré de cette liste en 2024. | 13° 04′ 01″ N, 12° 43′ 01″ O |        |

#### Retraits
Quatre biens sont retirés de la liste du patrimoine mondial en péril.
| Id. | Bien                                | Pays       | Notes | Coordonnées                  | Illus. |
| --- | ----------------------------------- | ---------- | --- | ---------------------------- | ------ |
| 323 | Palais royaux d'Abomey              | Bénin      | En péril depuis 1985 à la suite du passage d'une tornade ayant considérablement endommagé le site ; retiré après la fin des réparations. | 7° 10′ 59″ N, 1° 58′ 59″ E   |        |
| 76  | Parc national des Everglades        | États-Unis | En péril depuis 1993 après le passage de l'Ouragan Andrew, ainsi qu'à cause de la détérioration de la qualité de l'eau liée au développement urbain et agricole ; retiré de la liste après les efforts de restauration entrepris par les États-Unis. Le site est à nouveau en péril depuis 2010 à cause de la dégradation continue de l'écosystème aquatique. | 25° 33′ 14″ N, 80° 59′ 46″ O |        |
| 196 | Réserve de la biosphère Río Plátano | Honduras   | En péril depuis 1996 à cause de l'exploitation forestière illégale, retiré de la liste grâce aux mesures correctives mises en place par le Honduras. Le bien est à nouveau en péril depuis 2011 pour les mêmes raisons. | 15° 44′ 38″ N, 84° 40′ 30″ O |        |
| 121 | Vallée de Kathmandu                 | Népal      | En péril depuis 2003 à cause d'une perte d'authenticité liée au développement urbain ; retiré de la liste grâce aux efforts de conservation menés par le Népal. | 27° 42′ 14″ N, 85° 18′ 32″ E |        |

### Ajournements
L'examen de onze propositions est ajournée et reconduite à une date ultérieure,.
| Bien                                                   | Pays         | Notes | Coordonnées                   | Illus. |
| ------------------------------------------------------ | ------------ | --- | ----------------------------- | ------ |
| Château et vieille ville de Heidelberg                 | Allemagne    | Proposition inscrite sur la liste indicative du pays en 1999. Examen différé pour permettre à l'Allemagne de soumettre une nouvelle proposition démontrant la valeur universelle du site. L'Allemagne retire la proposition de sa liste indicative en 2014.                                     | 49° 24′ 40″ N, 8° 42′ 07″ E   |        |
| Paysage culturel du Bregenzerwald                      | Autriche     | Proposition inscrite sur la liste indicative du pays en 1994. Examen différé pour permettre à l'Autriche de soumettre une nouvelle proposition incluant le site dans une région plus vaste, éventuellement avec d'autres pays. L'Autriche retire la proposition de sa liste indicative en 2025. | 47° 16′ N, 9° 53′ E           |        |
| Temple de Preah Vihear                                 | Cambodge     | La valeur universelle exceptionnelle du site étant reconnue, la décision d'inscription est repoussée à l'année suivante, à condition que le Cambodge élabore un plan de gestion approprié. Effectivement inscrit en 2008.                                                                       | 14° 23′ 17″ N, 104° 41′ 02″ E |        |
| Lieux saints bahá'is à Haïfa et en Galilée occidentale | Israël       | Proposition renvoyée à Israël pour en réexaminer la portée et mettre en place une meilleure protection. Inscrit en 2008. | 32° 56′ 35″ N, 35° 05′ 31″ E  |        |
| Les Dolomites                                          | Italie       | Examen différé pour mettre en place une proposition d'inscription plus cohérente. Inscrit en 2009. | 46° 36′ 47″ N, 12° 09′ 47″ E  |        |
| Forêts sacrées de kayas des Mijikenda                  | Kenya        | Proposition renvoyée au Kenya pour mieux la documenter et en développer la gestion et les mesures de protection. Inscrit en 2008. | 3° 47′ 56″ S, 39° 30′ 50″ E   |        |
| Montagne sacrée de Sulaiman-Too                        | Kirghizistan | Proposition renvoyée au Kirghizistan pour compléter la protection du site et en étendre la zone tampon. Inscrit en 2009. | 40° 31′ 52″ N, 72° 46′ 59″ E  |        |
| Réserve de la biosphère Banco Chinchorro (es)          | Mexique      | Sur la liste indicative du pays depuis 2004. Examen différé pour permettre au Mexique de soumettre une nouvelle proposition, mixte, tenant compte du patrimoine subaquatique. | 18° 34′ 59″ N, 87° 22′ 01″ O  |        |
| Paysages culturels des Batanes                         | Philippines  | Sur la liste indicative du pays depuis 1993. Proposition renvoyée aux Philippines afin qu'elles fournissent des compléments d'information. | 20° 45′ 00″ N, 121° 37′ 30″ E |        |
| Sibiu, le centre historique                            | Roumanie     | Sur la liste indicative du pays depuis 2004. Examen différé pour permettre à la Roumanie d'étudier la possibilité d'associer ce bien à une proposition en série avec d'autres biens déjà inscrits relatifs à la présence saxonne.                                                               | 45° 47′ 53″ N, 24° 09′ 50″ E  |        |
| Sarazm                                                 | Tadjikistan  | Examen différé pour permettre la soumission d'une nouvelle proposition. Inscrit en 2010. | 39° 30′ 29″ N, 67° 27′ 36″ E  |        |